# Società Sportiva Calcio Napoli 1977-1978
Questa voce raccoglie le informazioni riguardanti la Società Sportiva Calcio Napoli nelle competizioni ufficiali della stagione 1977-1978.

## Stagione
Il presidente Corrado Ferlaino punta su una squadra ringiovanita e anche su un giovane allenatore, il trentaseienne Gianni Di Marzio. Pur con molti volti nuovi, la squadra partenopea in campionato si comporta bene, o meglio senza infamia e senza lode, ottenendo un sesto posto con 30 punti, che vale la qualificazione alla successiva Coppa UEFA, per differenza reti con il Perugia. Mattatore stagionale con 28 reti Giuseppe Savoldi, di cui 16 in campionato e 12 in Coppa Italia, con due memorabili quaterne, una al Foggia in campionato ed una alla Juventus in Coppa Italia. Lo scudetto è stato vinto dalla Juventus con 44 punti, al diciottesimo titolo, davanti al neopromosso Lanerossi Vicenza di Gian Battista Fabbri e di Paolo Rossi, capocannoniere del campionato con 24 reti, terzo con gli stessi 39 punti del veneti, il Torino di Gigi Radice. Retrocedono il Genoa, il Foggia ed il Pescara. L'incompiuto capolavoro del Napoli per questa stagione è il secondo posto in Coppa Italia, dopo aver vinto a punteggio pieno il sesto girone di qualificazione prima del campionato, riesce a vincere anche il girone B di finale, disputato a campionato terminato, davanti al Milan ed alla Juventus, ma perde la finale di Roma, giocata l'8 giugno 1978, contro l'Inter (2-1).

## Divise
| Casa | Trasferta | 1ª portiere | 2ª portiere | 3ª portiere |

## Dirigenza
- Presidente: Corrado Ferlaino

## Staff tecnico
- Allenatore: Gianni Di Marzio

## Rosa
| N. |                   | Ruolo | Calciatore                 |
| -- | ----------------- | ----- | -------------------------- |
|    | Italia (bandiera) | P     | Nevio Favaro               |
|    | Italia (bandiera) | P     | Massimo Mattolini          |
|    | Italia (bandiera) | P     | Francesco Anellino         |
|    | Italia (bandiera) | D     | Giuseppe Bruscolotti       |
|    | Italia (bandiera) | D     | Sauro Catellani            |
|    | Italia (bandiera) | D     | Moreno Ferrario            |
|    | Italia (bandiera) | D     | Antonio La Palma           |
|    | Italia (bandiera) | D     | Francesco Stanzione        |
|    | Italia (bandiera) | C     | Pasquale Casale            |
|    | Italia (bandiera) | C     | Antonio Juliano (capitano) |

| N. |                   | Ruolo | Calciatore         |
| -- | ----------------- | ----- | ------------------ |
|    | Italia (bandiera) | C     | Enzo Mocellin      |
|    | Italia (bandiera) | C     | Livio Pin          |
|    | Italia (bandiera) | C     | Maurizio Restelli  |
|    | Italia (bandiera) | C     | Pellegrino Valente |
|    | Italia (bandiera) | C     | Claudio Vinazzani  |
|    | Italia (bandiera) | A     | Antonio Capone     |
|    | Italia (bandiera) | A     | Luciano Chiarugi   |
|    | Italia (bandiera) | A     | Giuseppe Massa     |
|    | Italia (bandiera) | A     | Giuseppe Savoldi   |

## Risultati

### Serie A

#### Girone di andata
| Arbitro: | Bergamo (Livorno) |

|             |           |                                      |
| Repetto 53’ | Marcatori | 12’ Pin 27’ Bruscolotti 36’ Chiarugi |

| Arbitro: | Serafino (Roma) |

|         |           |                       |
| Pin 59’ | Marcatori | 7’ Gentile 70’ Virdis |

| Arbitro: | Agnolin (Bassano del Grappa) |

|            |           |  |
| Oriali 35’ | Marcatori |  |

| Napoli 2 ottobre 1977 4ª giornata | Napoli           | 0 – 0 | Genoa | Stadio San Paolo\| Arbitro: \| Casarin (Milano) \| |
| Arbitro:                          | Casarin (Milano) |       |       |                                                    |

| Arbitro: | Gonella (Torino) |

|            |           |             |
| Tavola 63’ | Marcatori | 86’ Savoldi |

| Arbitro: | Gussoni (Tradate) |

|                            |           |  |
| Pin 22’ Savoldi 80’ (rig.) | Marcatori |  |

| Arbitro: | Menicucci (Firenze) |

|                       |           |                             |
| Savoldi 15’, 31’, 34’ | Marcatori | 41’ (rig.) Amenta 87’ Bagni |

| Arbitro: | Casarin (Milano) |

|              |           |  |
| Graziani 75’ | Marcatori |  |

| Arbitro: | Panzino (Catanzaro) |

|                                      |           |  |
| Savoldi 11’ Juliano 61’ Mocellin 63’ | Marcatori |  |

| Arbitro: | Gussoni (Tradate) |

|                  |           |             |
| Garlaschelli 75’ | Marcatori | 88’ Juliano |

| Arbitro: | Lo Bello (Siracusa) |

|                                                      |           |  |
| Valente 24’ Savoldi 32’, 48’ (rig.), 57’, 86’ (rig.) | Marcatori |  |

| Arbitro: | Lattanzi (Roma) |

|              |           |  |
| Galdiolo 75’ | Marcatori |  |

| Vicenza 8 gennaio 1978 13ª giornata | Lanerossi Vicenza | 0 – 0 | Napoli | Stadio Romeo Menti\| Arbitro: \| Menegali (Roma) \| |
| Arbitro:                            | Menegali (Roma)   |       |        |                                                     |

| Napoli 15 gennaio 1978 14ª giornata | Napoli        | 0 – 0 | Bologna | Stadio San Paolo\| Arbitro: \| Ciulli (Roma) \| |
| Arbitro:                            | Ciulli (Roma) |       |         |                                                 |

| Arbitro: | Serafino (Roma) |

|  |           |                    |
|  | Marcatori | 52’ (rig.) Savoldi |

#### Girone di ritorno
| Arbitro: | Gussoni (Tradate) |

|             |           |                |
| Savoldi 80’ | Marcatori | 54’ Bertarelli |

| Arbitro: | Lattanzi (Roma) |

|               |           |  |
| Boninsegna 3’ | Marcatori |  |

| Arbitro: | Pieri (Genova) |

|                                   |           |                       |
| Chiarugi 21’ Facchetti 83’ (aut.) | Marcatori | 26’ Oriali 62’ Muraro |

| Arbitro: | Mattei (Macerata) |

|           |           |                    |
| Berni 45’ | Marcatori | 74’ (rig.) Savoldi |

| Arbitro: | Terpin (Trieste) |

|                |           |                                |
| Massa 29’, 84’ | Marcatori | 36’ Paina 44’ (aut.) Stanzione |

| Roma 5 marzo 1978 21ª giornata | Roma                | 0 – 0 | Napoli | Stadio Olimpico\| Arbitro: \| Menicucci (Firenze) \| |
| Arbitro:                       | Menicucci (Firenze) |       |        |                                                      |

| Arbitro: | Benedetti (Roma) |

|                                    |           |  |
| Novellino 26’ Mattolini 75’ (aut.) | Marcatori |  |

| Arbitro: | Bergamo (Livorno) |

|                    |           |                                  |
| Savoldi 49’ (rig.) | Marcatori | 23’ Sala 62’ Pulici 88’ Graziani |

| Arbitro: | Lops (Torino) |

|  |           |         |
|  | Marcatori | 38’ Pin |

| Arbitro: | Gonella (Torino) |

|                                        |           |                                    |
| Juliano 6’ Savoldi 25’ Capone 55’, 61’ | Marcatori | 43’ (rig.), 83’ Giordano 85’ Lopez |

| Arbitro: | Casarin (Milano) |

|            |           |             |
| Nicoli 48’ | Marcatori | 73’ Savoldi |

| Napoli 16 aprile 1978 27ª giornata | Napoli              | 0 – 0 | Fiorentina | Stadio San Paolo\| Arbitro: \| Panzino (Catanzaro) \| |
| Arbitro:                           | Panzino (Catanzaro) |       |            |                                                       |

| Arbitro: | Reggiani (Bologna) |

|              |           |                                         |
| Vinazzani 6’ | Marcatori | 16’ Callioni 23’, 39’ Faloppa 81’ Rossi |

| Bologna 30 aprile 1978 29ª giornata | Bologna              | 0 – 0 | Napoli | Stadio Comunale\| Arbitro: \| Barbaresco (Cormons) \| |
| Arbitro:                            | Barbaresco (Cormons) |       |        |                                                       |

| Arbitro: | Menicucci (Firenze) |

|               |           |           |
| Vinazzani 85’ | Marcatori | 74’ Bigon |

### Coppa Italia

#### Sesto girone
| 21 agosto 1977 1ª giornata |  | – Riposo |  |  |

| Arbitro: | Reggiani (Bologna) |

|                                 |           |  |
| La Palma 58’ Savoldi 85’ (rig.) | Marcatori |  |

| Arbitro: | Ciulli (Roma) |

|                   |           |                                    |
| Chimenti 14’, 59’ | Marcatori | 15’ Savoldi 85’ Mocellin 88’ Massa |

| Arbitro: | Gussoni (Tradate) |

|           |           |                     |
| Rossi 31’ | Marcatori | 12’ Pin 33’ Savoldi |

| Arbitro: | Lapi (Firenze) |

|                                |           |  |
| Savoldi 5’, 40’, 75’ Massa 21’ | Marcatori |  |

#### Girone di finale B
| Arbitro: | Pieri (Genova) |

|                                   |           |  |
| Savoldi 1’, 52’, 61’, 70’ Pin 74’ | Marcatori |  |

| Arbitro: | Benedetti (Roma) |

|             |           |             |
| Sartori 76’ | Marcatori | 27’ Savoldi |

| Arbitro: | Panzino (Catanzaro) |

|                      |           |  |
| Capone 47’, 73’, 89’ | Marcatori |  |

| Arbitro: | Tonolini (Milano) |

|             |           |  |
| Spinosi 44’ | Marcatori |  |

| Arbitro: | Longhi (Milano) |

|             |           |  |
| Savoldi 77’ | Marcatori |  |

| Taranto 6 giugno 1978 6ª giornata | Taranto       | 0 – 0 | Napoli | Stadio Salinella\| Arbitro: \| Redini (Pisa) \| |
| Arbitro:                          | Redini (Pisa) |       |        |                                                 |

#### Finale
| Arbitro: | Menicucci (Firenze) |

|             |           |                        |
| Restelli 6’ | Marcatori | 18’ Altobelli 87’ Bini |

## Statistiche

### Statistiche di squadra
| Competizione | Punti | In casa | In casa | In casa | In casa | In casa | In casa | In trasferta | In trasferta | In trasferta | In trasferta | In trasferta | In trasferta | Totale | Totale | Totale | Totale | Totale | Totale | DR  |
| Competizione | Punti | G       | V       | N       | P       | Gf      | Gs      | G            | V            | N            | P            | Gf           | Gs           | G      | V      | N      | P      | Gf     | Gs     | DR  |
| ------------ | ----- | ------- | ------- | ------- | ------- | ------- | ------- | ------------ | ------------ | ------------ | ------------ | ------------ | ------------ | ------ | ------ | ------ | ------ | ------ | ------ | --- |
| Serie A      | 30    | 15      | 5       | 7       | 3       | 26      | 20      | 15           | 3            | 7            | 5            | 9            | 11           | 30     | 8      | 14     | 8      | 35     | 31     | +4  |
| Coppa Italia |       | 6       | 5       | 0       | 1       | 16      | 2       | 5            | 2            | 2            | 1            | 6            | 5            | 11     | 7      | 2      | 2      | 22     | 7      | +15 |
| Totale       |       | 21      | 10      | 7       | 4       | 42      | 22      | 20           | 5            | 9            | 6            | 15           | 16           | 41     | 15     | 16     | 10     | 57     | 38     | +19 |

### Statistiche dei giocatori
Fonte:
| Giocatore      | Serie A  | Serie A | Serie A     | Serie A    | Coppa Italia | Coppa Italia | Coppa Italia | Coppa Italia | Totale   | Totale | Totale      | Totale     |
| Giocatore      | Presenze | Reti    | Ammonizioni | Espulsioni | Presenze     | Reti         | Ammonizioni  | Espulsioni   | Presenze | Reti   | Ammonizioni | Espulsioni |
| -------------- | -------- | ------- | ----------- | ---------- | ------------ | ------------ | ------------ | ------------ | -------- | ------ | ----------- | ---------- |
| G. Bruscolotti | 29       | 1       | ?           | ?          | 11           | 0            | ?            | ?            | 40       | 1      | ?           | ?          |
| A. Capone      | 25       | 2       | ?           | ?          | 6            | 3            | ?            | ?            | 31       | 5      | ?           | ?          |
| P. Casale      | 3        | 0       | ?           | ?          | 3            | 0            | ?            | ?            | 6        | 0      | ?           | ?          |
| S. Catellani   | 5        | 0       | ?           | ?          | 10           | 0            | ?            | ?            | 15       | 0      | ?           | ?          |
| L. Chiarugi    | 13       | 2       | ?           | ?          | 4            | 0            | ?            | ?            | 17       | 2      | ?           | ?          |
| N. Favaro      | 2        | -3      | ?           | ?          | 1            | 0            | ?            | ?            | 3        | -3     | ?           | ?          |
| M. Ferrario    | 28       | 0       | ?           | ?          | 9            | 0            | ?            | ?            | 37       | 0      | ?           | ?          |
| A. Juliano     | 29       | 3       | ?           | ?          | 10           | 0            | ?            | ?            | 39       | 3      | ?           | ?          |
| A. La Palma    | 17       | 0       | ?           | ?          | 9            | 1            | ?            | ?            | 26       | 1      | ?           | ?          |
| G. Massa       | 19       | 2       | ?           | ?          | 6            | 2            | ?            | ?            | 25       | 4      | ?           | ?          |
| M. Mattolini   | 29       | -28     | ?           | ?          | 10           | -5           | ?            | ?            | 39       | -33    | ?           | ?          |
| E. Mocellin    | 8        | 1       | ?           | ?          | 4            | 0            | ?            | ?            | 12       | 1      | ?           | ?          |
| G. Musella     | 1        | 0       | ?           | ?          | -            | -            | -            | -            | 1        | 0      | 0+          | 0+         |
| S. Nuccio      | -        | -       | -           | -          | 4            | 0            | ?            | ?            | 4        | 0      | 0+          | 0+         |
| L. Pin         | 24       | 4       | ?           | ?          | 7            | 2            | ?            | ?            | 31       | 6      | ?           | ?          |
| M. Restelli    | 29       | 0       | ?           | ?          | 10           | 1            | ?            | ?            | 39       | 1      | ?           | ?          |
| G. Savoldi     | 30       | 16      | ?           | ?          | 11           | 12           | ?            | ?            | 41       | 28     | ?           | ?          |
| F. Stanzione   | 28       | 0       | ?           | ?          | 11           | 0            | ?            | ?            | 39       | 0      | ?           | ?          |
| P. Valente     | 9        | 1       | ?           | ?          | 3            | 0            | ?            | ?            | 12       | 1      | ?           | ?          |
| C. Vinazzani   | 26       | 2       | ?           | ?          | 11           | 0            | ?            | ?            | 37       | 2      | ?           | ?          |